# Palazzo Bartolini-Torrigiani

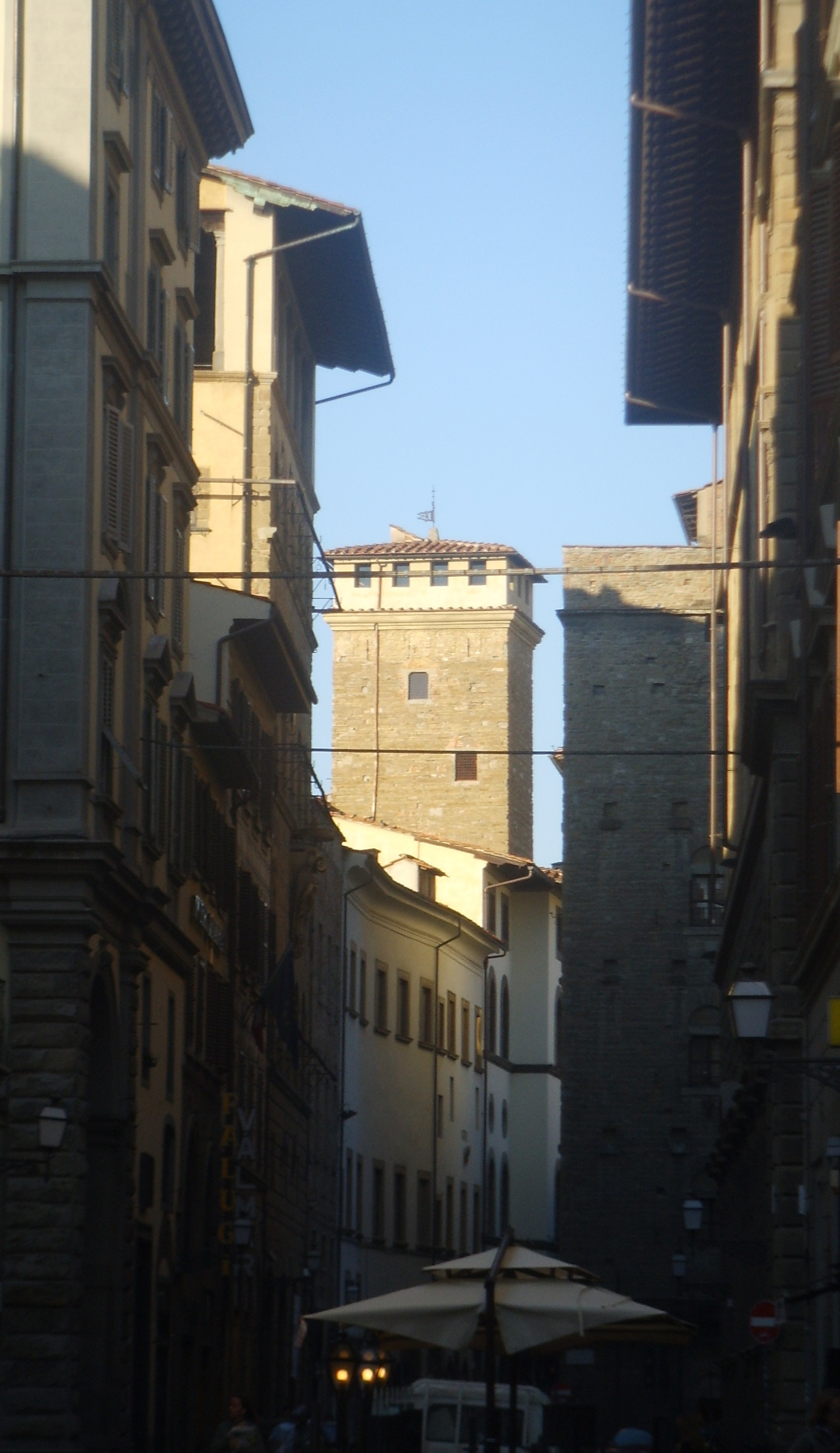
La Torre dei Monaldi

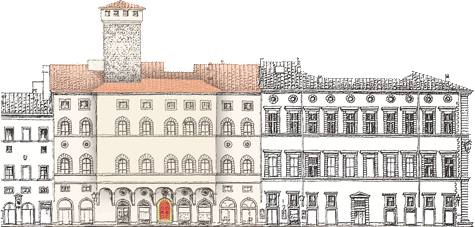
Montage d'après G.Balzanetti, "Firenze ieri, oggi e domani", dans Giampaolo Trotta (dir;), Gli antichi chiassi trà Ponte Vecchio e Santa Trinita, Messaggerie Toscane, 1992

Le Palazzo Bartolini-Torrigiani ou palazzo degli sportici, est un palais situé via Porta Rossa dans le centre historique de la ville de Florence. Il englobe l'ancienne Torre dei Monaldi, dite aussi La Rognosa, une des maisons-tours les mieux conservées de la cité. 

## La Tour
Son aspect actuel date du tout début du XVIe siècle, et  l'essentiel des bâtiments du quartier date des XIIe et XIIIe siècles. Dans le secteur de la place Santa Trinita, les tours, y compris la Torre Monalda, actuellement incluse dans le palais, sont attestées à partir du milieu du XIIIe siècle.
On sait aussi que la première mention de la Locanda del Cammello, située par Francesco Datini en 1386 entre la via Porta Rossa et la via delle Terme, correspond déjà à l'emplacement du palais actuel. La Torre Monalda est probablement incluse dans le bâtiment au Quattrocento. Les Gibelins Monaldi sont titulaires de la tour durant la fin du Moyen Âge florentin, et la tour est restée suffisamment longtemps leur propriété pour prendre leur nom et l'avoir encore. 

## Lepalazzo Bartolini
Les Bartolini propriétaires dans ce secteur depuis 1348, s’étendent en 1386, puis en 1420, et encore en 1477. Bartolini rachète peu à peu toute la zone autour de la tour, entre la via Porta Rossa, la piazza Santa Trinita et la via delle Terme dont la Locanda Porta Rossa, qui avait pris le nom de la route également nommée ainsi pour son passage dans la muraille en brique de couleur rouge.
Les Bartolini eurent comme clause du contrat d'achat de la tour et du complexe environnant de ne pas détruire la tour, en la conservant en souvenir du prestige de l'ancienne famille des Monaldi. Sur la Porta Rossa demeurent des armoiries de la maison des Bartolini-Salimbeni, avec des rubans traversés de trois tiges de pavot.
Le jeune Baccio d'Agnolo se voit alors confier la restructuration de ce qui n'est pas encore un palais. Sa construction respecte les modes et goûts du temps, proposant une rigueur un peu archaïque des extérieurs, et il utilise les sporti, dans une volonté de rendre plus « gothique » et médiévale l’allure de l’ensemble. 
Lorsque les Bartolini se déplacent au Palazzo Bartolini-Salimbeni, le palais et la tour changent de mains dès 1555, et passent à la famille Dati, puis, en 1559, à la famille Torrigiani, dont les descendants en conservent aujourd'hui la propriété. 
Une première vague de restructurations eut lieu entre les XVIe et XVIIe siècles, accompagnée d’une série de décorations et d’embellissements. 
Une deuxième vague de restructurations intervient à la fin du XIXe siècle, et du début du XXe siècle, afin d'adapter au mieux le bâtiment à l'usage d'hôtel, l'hôtel Porta Rossa de Florence. Dans le hall de l'hôtel, ancienne cour du palais, sont installées des verrières de Ulisse de Matteis.